# Nikolai Rubinstein
Nikolai Grigoryevich Rubinstein (Moscou, 14 de junho de 1835 – Paris, 23 de março de 1881) foi um pianista e compositor russo. Ele era irmão mais novo de Anton Rubinstein e amigo pessoal de Piotr Ilitch Tchaikovski.

## Primeiros anos
Nikolai Grigorevich Rubinstein (em russo Никола́й Григорьевич Рубинштейн) nasceu em Moscou, onde seu pai havia aberto uma pequena fábrica, estudou piano inicialmente com sua mãe, e posteriormente, com Alexander Villoing, tal como o seu irmão Anton. Na década de 1840, ele e o seu irmão foram levados para Berlim por sua mãe onde prosseguiram os seus estudos junto de Siegfried Dehn, assim como atraíram o interesse de Mendelssohn e Meyerbeer.

## Carreira
Nikolai Rubinstein (com o príncipe Nikolai Petrovitch Troubetzkoy) foi o responsável pela fundação do Conservatório de Moscovo a 1 de Setembro de 1866, do qual foi também director. Foi em vida considerado como um dos maiores pianistas do seu tempo, embora o seu talento fosse sombreado pelo do seu irmão. Ainda assim, o seu estilo pianístico fosse algo diferente do de seu irmão. Nikolai preferia um estilo de classicismo mais confinado, mais em linha com os valores musicais de Clara Schumann do que de Franz Liszt.
Enquanto director do Conservatório de Moscovo, Nikolai convenceu Piotr Ilitch Tchaikovski a escrever para ele o célebre Concerto para Piano n.º 1. Conforme afirma Tchaikovski nas suas cartas, Rubinstein não ficou impressionado com o seu trabalho e condicionou a sua performance de estreia da obra à condição de este a re-escrever. Tchaikovski recusou e o trabalho foi estreado pelo pianista Hans von Bülow. Tchaikovski escreveu contudo o Trio para Piano em La menor em memória de Rubinstein, após a sua morte em Paris.
Nikolai Rubinstein foi também compositor de algum relevo. Entre os seus trabalhos mais populares contam-se a Tarantella em Sol menor e a sua Fantasia sobre um tema de Schumann, ambos para piano solo.